# Rufio
Rufio es una banda Pop Punk nacida en Rancho Cucamonga, Estados Unidos. Conocida por sus temas compuestos con emotivas letras, así como rápida música que las acompaña, haciendo así a esta banda ubicarse a la par de grandes bandas de punk californiano reconocidas y de alto prestigio como: Lagwagon, NOFX, No Use For A Name, Bad Religion, Pennywise, entre otras.
La banda recibió el nombre de Rufio, uno de los Niños Perdidos de Peter Pan.

## Biografía
Todo empezó en los suburbios de Los Ángeles, con más precisión, en los suburbios de Rancho Cucamonga, CA.
Scott y Jon (actual bajista y guitarrista), contando con solo 18 años de edad, empezaron a darle vueltas a la cabeza todo el día y decidieron crear una banda. Ambos se tomaron este plan muy en serio y fueron en busca de un baterista. Intentaron convocar el miembro con el que habían tocado durante años pero esto fue en vano debido a que ya tenía una banda paralela a la que le dedicaba más tiempo. Justo cuando iban a renunciar a toda esperanza uno de ellos recordó a un viejo amigo del colegio; Mike Jiménez, que según sabían podía tocar la batería muy bien. Inmediatamente le visitaron y le preguntaron si quería tocar con ellos. Mike con satisfacción aceptó a intentarlo. La banda formada por Scott, Jon y Mike (guitarra, bajo y batería) podría ahora empezar a trabajar. Compusieron las canciones con mucha seriedad pero sintieron que les faltaba algo para terminar los toques de las canciones, a un "cantante-guitarrista". La banda fue en busca de otro músico que tocaría como el "Lead Guitar" de la banda. Después de un largo tiempo, finalmente escogieron a Clark. Un chico que conocieron cuando iban al instituto. La banda ahora estaba completamente compuesta, y dispuesta a ser conocida como Rufio. Este nombre había sido creado por uno de sus amigos que deseaba formar una banda, pero que nunca lo hizo. Les hizo el favor de darles el nombre aunque fue un poco en broma, igual ellos lo tomaron el nombre Rufio.
Después de varios meses así como composiciones y ensayos finalmente deciden ir a un studio de grabación, y en tan solo un día grabaron su primer Sampler Album que constaba de cinco canciones (o singles). Para que sus canciones estuvieran disponibles las publicaron en diferentes sitios de mp3 como Napster o mp3.com. También, le ofrecieron a sus amigos sus CD para que los fueran circulando entre ellos y así empezar a ser conocidos.
Más tarde, organizadores de Shows preguntaron por ellos para que tocaran en pequeños locales de conciertos, e incluso algunos festivales. La banda fue aceptada sin vacilaciones y tocaron en lugares como Chain Reaction y en The Showcase Theatre.
Los chicos siguieron trabajando hasta que seis meses después, en diciembre de 2000, un miembro de la Militia Group Label contactó con ellos. Tras firmar con esta discográfica publicaron su primer CD Perhaps, I Suppose...'
La banda luego continuó su carrera con la compañía discográfica Nitro Records, y tras firmar contrato lanzaron un nuevo álbum, el segundo titulado "MCMLXXXV" (1985). Nitro Records ya anteriormente había trabajado con bandas respetadas y prestigiosas como The Offspring y The Vandals, cuyo éxito actual es indiscutible.
El 12 de julio de 2005 lanzan con la firma de esta misma compañía discográfica su tercer álbum "The Comfort of Home" el cual incluye como tema promocional "Out Of Control"
En enero de 2006, su bajista Jon Berry y el baterista Mike Jiménez dejaron la banda para formar Science Fiction Theatre. A pesar de ello, el resto de los miembros siguió de gira.
Su última presentación fue el 12 de agosto en la Ciudad de México, donde se despidieron con un gran show. Desde entonces, cada miembro del grupo se fue a otros proyectos, pero en febrero de 2007, anunciaron que el grupo daría un último concierto en california y una gira de despedida por Sudamérica.
Rufio volvió a reunirse en el 2009, Scott y Clark, junto a los dos miembros nuevos, Terry y Taylor, y decidieron seguir adelante con el proyecto y anunciaron en su myspace oficial que grabarían un nuevo EP y volverían a dar conciertos en 2010.
En octubre de 2010, el guitarrista, Clark Domae, anunció que dejaba la banda para dedicarse a otros proyectos.
En 2011 ya, el actual baterista Terry Stirling anuncia que deja el grupo por motivos personales, quedando de nuevo el futuro del grupo en el aire.En 2011 emprendieron una gira por Latinoamérica para promocionar el último trabajo discográfico Anybody Out There.

## Equipamiento
Scott sellers usualmente toca con guitarras Gibson Melody maker, Gibson Les paul, PRS Guitars y una Jackson tipo Gibson Explorer , El antiguo Bajista Jon berry usaba Bajos Music man Sterling y un Gibson Thunderbird , el antiguo guitarrista Clark Domae usaba una Gibson SG Negra , Taylor Albaugh Usa actualmente un Fender Precision bass y un Squier Vintage Precision Bass.

## Componentes

### Miembros actuales
- Scott Sellers - Vocalista y guitarrista rítmico
- Jeremy Binion - Guitarra (2010-presente)
- Taylor Albaugh - Bajo y coros

### Exmiembros
- Clark Domae - Guitarra y coros
- Jon Berry - Bajo
- Mike Jiménez - Batería
- Nathan Walker - Batería
- Alex Lewis - Bajo y coros (ex Yellowcard)
- Terry Stirling - Batería

## Discografía
- Perhaps, I Suppose... (2001, The Militia Group)
- MCMLXXXV (2003, Nitro Records)
- The Comfort of Home (2005, Nitro Records)
- Perhaps, I Suppose... (Deluxe Edition) 2005, The Militia Group)
- Anybody Out There (2010)

Singles y EP
- Rufio EP (2003, Nitro Records)
- The Loneliest EP (2010)